# Matthias Gmelin
Matthias Gmelin (* 1978) ist ein deutscher Jazzmusiker (Schlagzeug) und Sozialarbeiter.

## Leben und Wirken
Gmelin, der in Schliersee aufwuchs, begann im Alter von neun Jahren mit dem Schlagzeugspiel. Unter anderem nahm er Unterricht bei Rick Hollander, Falk Willis, Wolfgang Haffner, Keith Copeland, Michael Keul und Cloy Petersen. Von 1995 bis 1999 war er Mitglied des Bayerischen Jugendjazzorchesters. Er spielte auch im Bundesjazzorchester unter Leitung von Peter Herbolzheimer und war an dessen Alben Focus on Vocals und On Tour beteiligt. Im Jahr 2000 zog er nach New York City, um an The New School bei Joe Chambers, Reggie Workman, Billy Hart, Ralph Peterson, Charles Tolliver und John Riley zu studieren.
Gmelin kam nach dem Abschluss 2002 nach München zurück und arbeitete in den Bands von Peter O’Mara, Jermaine Landsberger, Jerker Kluge, Alex Jung, Thomas Stabenow, Henning Sieverts, Kilian Kemmer und Matthieu Bordenave, mit denen er auch Alben aufnahm. Er gründete seine eigene Combo, mit der zwei Alben entstanden. Weiterhin trat er mit Johannes Enders, Johannes Faber, Biréli Lagrène, Ed Schuller, Miles Griffith, Jean-Marie Machado und vielen anderen auf.
Nach einem Studium der Sozialen Arbeit an der Katholischen Stiftungsfachhochschule München (2007–2011) arbeitete er außerdem als Sozialarbeiter mit Geflüchteten (Asylberatung) für verschiedene Wohlfahrtsverbände.

## Diskographische Hinweise
- Peter O’Mara, Johannes Enders, Henning Sieverts, Victor Alcántara, Matthias Gmelin: Back Seat Driver (Enja 1999)
- Matthias Gmelin Quartet feat. Joe Chambers Vibes Waltz (Enja 2018, mit Emanuel Ruffler, Marc Abrams)